# بان هلدبرندي
بان هلدبرندي (الاسم العلمي: Moringa hildebrandtii ) هو نوع نباتي يتبع جنس البان من الفصيلة البانية.  